# Kościół Marii Panny w Århus
Kościół Marii Panny w Århus (duń. Vor Frue Kirke) – kościół położony w centrum Århus, na Półwyspie Jutlandzkim przy Frue Kirkeplads, niedaleko katedry.
Kościół Marii Panny należy do największych dzieł gotyku ceglanego w Danii, a istniejąca pod nim kościelna krypta to najstarszy zachowany kamienny kościół w Skandynawii.

## Historia
Pierwotnie w miejscu obecnej świątyni stał kościół św. Mikołaja, który później (1240) został przejęty przez dominikanów i zburzony.
Obecny kościół  Marii Panny powstał ok. 1250 na miejscu poprzedniej świątyni; zbudowano wówczas prezbiterium i zakrystię. Nawę główną ukończono ok. 1350, a nawy boczne sto lat później. Wieżę zbudowano ok. 1500.
Wprowadzając oficjalnie reformację w 1536, król Chrystian III zadekretował, iż dotychczasowy klasztor dominikanów stanie się szpitalem dla chorych i ubogich. Kościół natomiast otrzymał status kościoła parafialnego, dzięki czemu stał się centrum działalności duszpasterskiej na tym obszarze.
W latach 50. XX w. podczas prac restauracyjnych odkryto pod posadzką kościoła kryptę, która rzuciła nowe światło na jego najwcześniejszą historię. Kolejna restauracja kościoła miała miejsce w 2000.

### Krypta kościelna

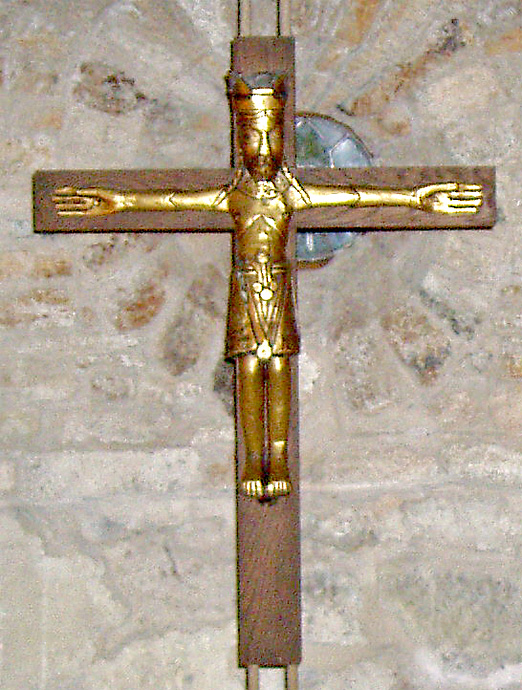
Nad mensą ołtarzową w krypcie wisi kopia romańskiego krucyfiksu z kościoła Gammel Åby (na przedmieściach Århus). Oryginalny krucyfiks (ok. 1050, najstarszy w Danii) znajduje się w Nationalmuseet w Kopenhadze

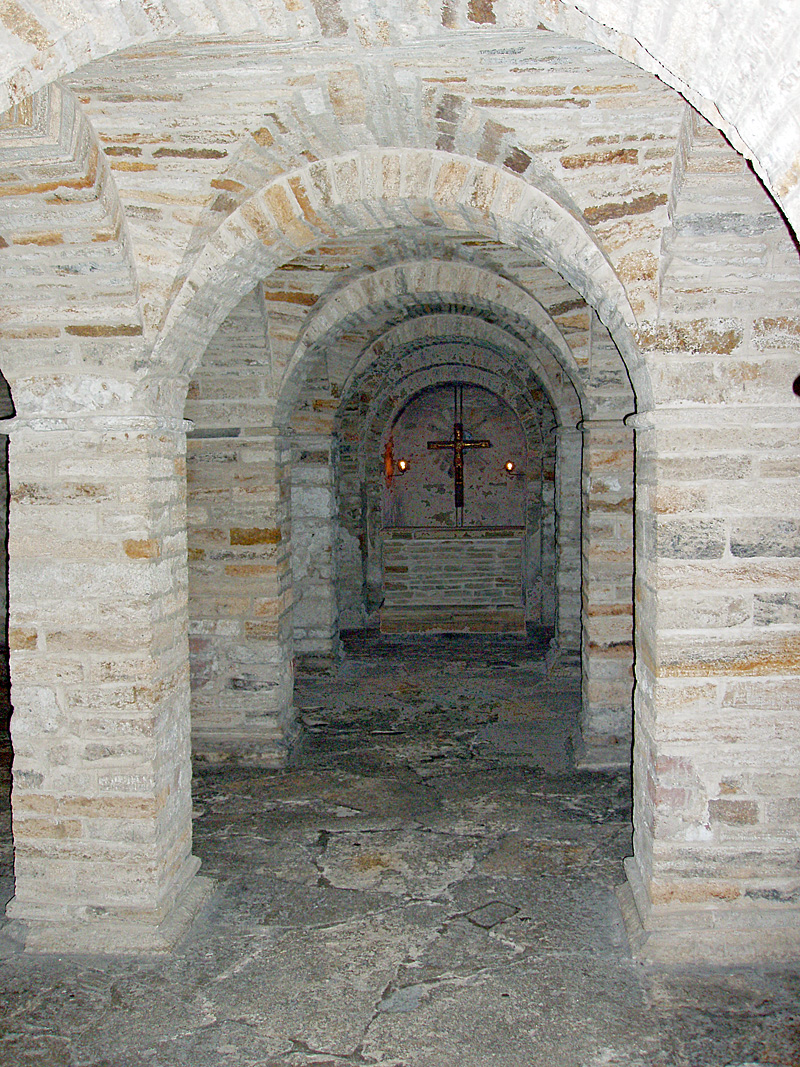
Krypta pod kościołem Marii Panny zbudowana ok. 1060, odkryta po wiekach zapomnienia w 1955 i odrestaurowana w 1956

Swen II Estrydsen, król Danii w latach 1047–1074, podzielił kraj na 8 diecezji; jedną z nich było Århus. Pierwszym biskupem Århus został w 1060 Chrystian. W tym samym roku rozpoczęto budowę kamiennego kościoła na gruzach poprzedniego, drewnianego, zniszczonego w wyniku ataku na miasto wojsk króla Norwegii Haralda III. Budowa kościoła była podyktowana chęcią osłabienia władzy Adalberta, arcybiskupa archidiecezji hambursko-bremeńskiej, której podlegał wówczas kościół w Danii.
Nowy, zbudowany z tufu wapiennego kościół składał się z trzech naw zamkniętych trzema półokrągłymi apsydami. W absydzie środkowej wisi obecnie krucyfiks, będący kopią romańskiego krucyfiksu z kościoła w Gammel Åby; oryginał znajduje się w Nationalmuseet w Kopenhadze. Ok. 1080 kościół otrzymał wezwanie św. Mikołaja, a w 1180 był już wymieniany jako pierwsza katedra w Århus.
Kiedy w poł. XIII w. do Århus przybyli dominikanie, przejęli kościół św. Mikołaja, a w mieście rozpoczęto budowę nowej katedry pod wezwaniem św. Klemensa. Dominikanie zburzyli dotychczasowy kościół i rozpoczęli budowę nowego, razem z klasztorem. Krypta pozostała nienaruszona, ale w następnych stuleciach zapomniano o jej istnieniu. Na jej obecność pod prezbiterium natrafiono dopiero podczas restauracji kościoła w latach 1955/1956 i przy pomocy Nationalmuseet pieczołowicie ją odrestaurowano, odsłaniając przy okazji dwa nagrobki, jeden osoby dorosłej a drugi – dziecka. Znaleziono również 23 XIV-wieczne monety; pięć z nich pochodziło z Lubeki, a pozostałe z Hamburga. 10 listopada 1957 ponownie rozpoczęto w krypcie odprawianie nabożeństw.
Krypta jest najstarszym zachowanym kamiennym kościołem w Skandynawii.

### Kościół Najświętszej Marii Panny
Ok. 1240 dominikanie przejęli kościół, zburzyli go i rozpoczęli budowę założenia kościelno-klasztornego, używając jako budulca czerwonej cegły.
Po wprowadzeniu reformacji w 1536 kościół i klasztor stały się własnością króla, a dotychczasowe wezwanie św. Mikołaja (Skt. Nikolaj) zmieniono na Najświętszej Marii Panny (Vor Frue). Król Chrystian III podjął decyzję, iż klasztor stanie się szpitalem publicznym dla chorych i ubogich (duń. almindeligt hospital for syge og fattige), a kościół klasztorny będzie odtąd kościołem parafialnym. W 1888 w części byłego klasztoru urządzono kaplicę dla chorych. Szpital w poklasztornym budynku istniał aż do lat 30. XX w. Obecnie funkcjonuje w nim głównie dom starców.

## Wyposażenie

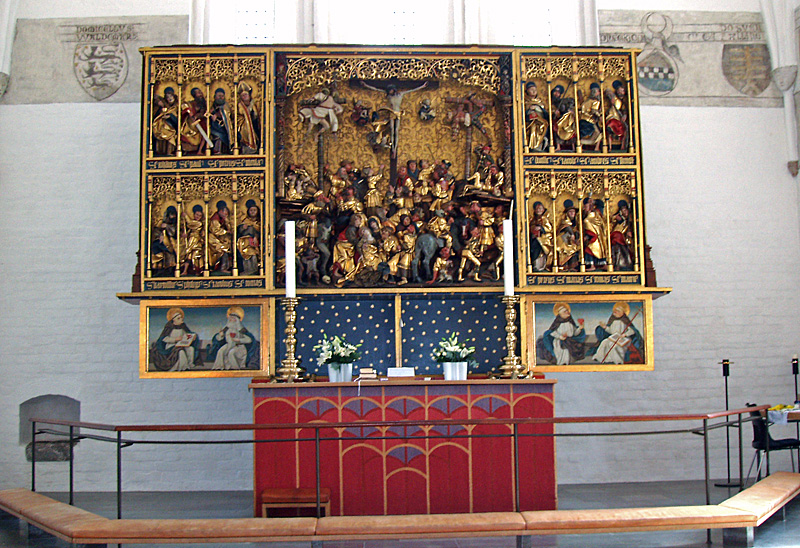
Ołtarz szafkowy z początku XVI w., przypisywany warsztatowi Clausa Berga w Odense

Ołtarz główny powstał ok. 1530, najprawdopodobniej w warsztacie Clausa Berga. Jego część centralna przedstawia scenę Ukrzyżowania, a skrzydła boczne – dwunastu apostołów oraz cztery sceny z historii kościoła. Malowidła na części tylnej przedstawiają motywy biblijne.
Ambona pochodzi z 1598. Motywem dekoracyjnym sześciu pól kosza ambony są czterej ewangeliści oraz sceny Ukrzyżowania i Zmartwychwstania.
Żelazna chrzcielnica pochodzi z początku XVI w.
Malowidła ścienne w prezbiterium przedstawiają herby rodów szlacheckich – dobroczyńców kościoła i klasztoru. Znajduje się tu też tarcza herbowa króla Danii Waldemara Atterdag.
Organy mają 50 głosów i zostały przebudowane w 1991 przez duński zakład organmistrzowski Marcussen & Søn.